# Villers-Pol
Villers-Pol är en kommun i departementet Nord i regionen Hauts-de-France i norra Frankrike. Kommunen ligger i kantonen Le Quesnoy-Ouest som tillhör arrondissementet Avesnes-sur-Helpe. År 2022 hade Villers-Pol 1 230 invånare.

## Befolkningsutveckling
Antalet invånare i kommunen Villers-Pol
| Referens: INSEE |